# Адало-эфиопская война
Адало-эфиопская война (амх. የኢትዮጵያና አዳል ጦርነት, араб. فتوح الحبش‎, Futūḥ Al-Ḥabaša - завоевание Абиссинии) — военный конфликт между Эфиопской империей и султанатом Адаль в 1529—1543 годах. Христианские эфиопские войска состояли из амхара, тиграя, тигринья и агау, а к концу войны их поддерживала Португалия, имея не более 400 мушкетёров. Силы султаната Адаль состояли из харла, сомалийцев, афар, а также арабских и турецких стрелков.

## Предпосылки
Ислам попал на территорию полуострова Сомали ещё в VII веке. В начале 800-х годов аль-Якуби отметил, что большая часть мусульманского населения полуострова проживала на северном побережье. Он также отметил, что столицей султаната Адаль является город Зейла, основанный в IX или X веке. По словам И. М. Люиса, султанатом управляют местные династии, состоящие из арабов и сомалийцев. История Адаля непрерывно связана с войнами против Эфиопии.
В 1529—1559 годах сомалийский военный лидер Ахмед ибн Ибрагим аль-Гази разгромил эфиопов и захватил практически всю (¾) территорию Абиссинии. Впрочем, эфиопам удалось привлечь на свою сторону португальцев под командованием Криштована да Гамы и благодаря этому сохранить независимость. Эта война сильно истощила ресурсы и войска, что привело к уменьшению территорий и отсталости в развитии от других государств на многие века. Многими историками считают, что Адало-эфиопская война стала причиной начала вражды между Сомали и Эфиопией. Адало-эфиопская война показала преимущества огнестрельного оружия (мушкетов с фитильным замком, пушек и аркебуз) над традиционным оружием.

## Ход войны
В 1529 году войска султаната Адаль под командованием имама Ахмеда разгромили эфиопские войска в битве при Шимбра Куре. Победа далась сомалийским войскам тяжело, но тем не менее подняла их боевой дух и воодушевила для дальнейших боевых действий.
В 1531 году войска Адаля одержали много побед. В битве при Антукии сомалийцы одержали быструю победу так как эфиопские войска, только заслышав пушечный огонь, запаниковали и бежали. В битве при Амба Селе сомалийцы не только разгромили эфиопов, которые в ужасе бежали, но и захватили регалии императора. Благодаря победе в этой битве войска Адаля смогли вторгнуться в районы Эфиопского нагорья, где они грабили население и сожгли большое число церквей (в том числе собор Атронса Марьям, в котором покоились останки нескольких императоров Эфиопской империи). Страна была полностью разграблена сомалийцами, которые стали угнетать амхара и тиграй.
В 1540 году умер Давид II, а его сын — наследник престола был взят в плен войсками Ахмеда. Императрица была осаждена в столице, эфиопские же войска были не в состоянии снять осаду. В 1543 году эфиопские партизаны совместно с португальским флотом разгромили войска султаната. В 1542 году во время битвы при Вофле Криштован да Гама был взят в плен, и позже — убит. Однако, в 1543 году в битве при Вайна Дага был убит командующий войсками султаната Адаль имам Ахмед. Его смерть и поражение в битве при Вайна Дага вызвали распад армии султаната и вынудили мусульман покинуть Эфиопию.